# Chaerephon gallagheri
Chaerephon gallagheri е вид прилеп от семейство Булдогови прилепи (Molossidae).

## Разпространение
Видът е разпространен в Демократична република Конго.